# Platypelis laetus
Platypelis laetus — вид земноводних роду Platypelis родини карликових райок (Microhylidae). Описаний у 2020 році.

## Поширення
Ендемік Мадагаскару. Трапляється в гірському масиві Сората на півночі острова на висотах 1339‒1541 м над рівнем моря. Населяє тропічні дощові ліси та бамбукові ліси.

## Опис
Дрібна жаба, завдовжки приблизно 25 мм. Верхня частина тіла світло-коричнева з темно-коричневим візерунком. Горло зеленкувате, груди та черево сірі з білими плямами.